# Comuna Țânțăreni, Gorj
Țânțăreni este o comună în județul Gorj, Oltenia, România, formată din satele Arpadia, Chiciora, Florești și Țânțăreni (reședința).

## Demografie
Componența etnică a comunei Țânțăreni
     Români (85,15%)
     Romi (9,29%)
     Alte etnii (5,56%)
Componența confesională a comunei Țânțăreni
     Ortodocși (92,75%)
     Alte religii (1,54%)
     Necunoscută (5,71%)
Conform recensământului efectuat în 2021, populația comunei Țânțăreni se ridică la 5.197 de locuitori, în scădere față de recensământul anterior din 2011, când fuseseră înregistrați 5.289 de locuitori. Majoritatea locuitorilor sunt români (85,15%), cu o minoritate de romi (9,29%). Din punct de vedere confesional, majoritatea locuitorilor sunt ortodocși (92,75%), iar pentru 5,71% nu se cunoaște apartenența confesională.

## Politică și administrație
Comuna Țânțăreni este administrată de un primar și un consiliu local compus din 15 consilieri. Primarul, Robert-Marian Ciutureanu[*], de la Partidul Social Democrat, este în funcție din octombrie 2020. Începând cu alegerile locale din 2024, consiliul local are următoarea componență pe partide politice:
|  | Partid                          | Consilieri | Componența Consiliului | Componența Consiliului | Componența Consiliului | Componența Consiliului | Componența Consiliului | Componența Consiliului | Componența Consiliului | Componența Consiliului | Componența Consiliului | Componența Consiliului | Componența Consiliului |
|  | ------------------------------- | ---------- | ---------------------- | ---------------------- | ---------------------- | ---------------------- | ---------------------- | ---------------------- | ---------------------- | ---------------------- | ---------------------- | ---------------------- | ---------------------- |
|  | Partidul Social Democrat        | 11         |                        |                        |                        |                        |                        |                        |                        |                        |                        |                        |                        |
|  | Partidul Național Liberal       | 3          |                        |                        |                        |                        |                        |                        |                        |                        |                        |                        |                        |
|  | Alianța pentru Unirea Românilor | 1          |                        |                        |                        |                        |                        |                        |                        |                        |                        |                        |                        |